# Стяжкино (Нижегородская область)
Стяжкино — деревня в Большеболдинском районе Нижегородской области. Входит в состав Молчановского сельсовета. Население 9 (2010) человек

## Общая физико-географическая характеристика
Географическое положение
По автомобильным дорогам расстояние до областного центра города Нижнего Новгорода составляет 210 км, до районного центра села Большого Болдино — 29 км.
Часовой пояс
Стяжкино, как и вся Нижегородская область, находится в часовой зоне МСК (московское время). Смещение применяемого времени относительно UTC составляет +3:00.

## История
В «Списке населенных мест» Нижегородской губернии по данным за 1859 год значится как владельческое сельцо в первом стане Сергачского уезда при речке Чеке в 54 верстах от Сергача. В деревне насчитывалось 12 дворов и проживало 115 человек (52 мужчины и 63 женщины).

## Население
| 1999 | 2002 | 2010 |
| ---- | ---- | ---- |
| 17   | ↘10  | ↘9   |

Национальный состав
Согласно результатам переписи 2002 года, в национальной структуре населения русские составляли 100% из 10 человек.